# كوباريد
كوباريد (بالإنجليزية:   Kobarid)‏ هي قرية تقع أعلى نهر سوكا غرب سلوفينيا. وقعت في هذه القرية إحدى معارك الحرب العالمية الأولى وهي معركة كابوريتو وقد وثِّقت أحداث تلك المعركة للإيطاليين عندما نشر الكاتب إرنست همينغوي روايته الشهيرة وداعًا للسلاح.